# ClamAV
Clam AntiVirus (ClamAV) è un software libero di tipo antivirus multipiattaforma.  Pubblicato sotto i termini della licenza libera GNU General Public License,  è particolarmente diffuso come antivirus su server di posta elettronica per il controllo dei messaggi in transito.

## Storia
Il suo sviluppo inizia nel 2001 ad opera di Tomasz Kojm a partire dal progetto OpenAntiVirus  . Esso è stato uno dei primi programmi del tipo ad essere disponibile per Unix. Il progetto lungo gli anni si è arricchito di volontari che hanno permesso di adattare il software ad altri sistemi operativi non solo della stessa famiglia, come AIX, BSD, Linux, HP-UX, MacOS, OpenVMS, Solaris e Tru64, ma anche a Microsoft Windows.
Nel 2007 il marchio e diritti dei cinque autori principali furono acquistati da Sourcefire, l'azienda produttrice del sistema di rilevamento di intrusioni Snort, che è stata a sua volta acquisita da Cisco Systems nel 2013 ed è pertanto l'attuale proprietaria. 

## Caratteristiche principali
- scansione da interfaccia a riga di comando;
- scansione veloce multithreading; [1]
- interfaccia milter per sendmail; [1]
- aggiornamento del database con supporto alle firme digitali; [1]
- libreria di scansione in linguaggio C; [1]
- integrazione con il filesystem per la scansione dei file al momento dell'apertura (sistemi GNU/Linux e FreeBSD); [1]
- il database dei malware viene aggiornato anche più volte in un giorno; [1]
- supporto incorporato per RAR (2.0), ZIP, gzip, bzip2, tar, MS OLE2, file MS CAB, MS CHM (HTML compresso), MS SZDD; [1]
- supporto incorporato per la scansione di mbox, Maildir e file di posta grezzi; [1]
- supporto incorporato per i file Portable Executable compressi con UPX, UPX, FSG e Petite. [1]

## Nei principali sistemi operativi

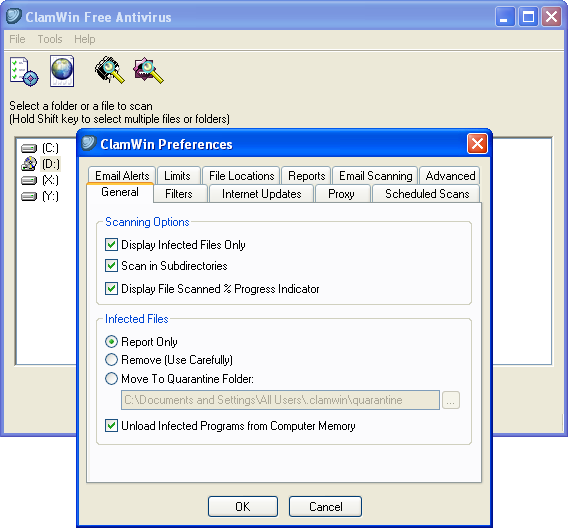
L'interfaccia di ClamWin Free Antivirus su Windows XP

### Microsoft Windows
La versione di ClamAV per Microsoft Windows dispone di un'interfaccia grafica chiamata ClamWin Free Antivirus che aggiunge le seguenti funzionalità:
- scanning scheduler;
- Stand-alone virus scanner;
- compatibilità con cmd.exe;
- plugin per l'integrazione con Microsoft Outlook.

La scansione in tempo reale è resa disponibile tramite ClamWin da strumenti quali Winpooch o Spyware Terminator o direttamente tramite CS Anti-Virus.

### OS X
La più diffusa interfaccia grafica per MacOS è chiamata ClamXav, un programma commerciale. Ci sono due modalità di funzionamento: quella passiva (ossia l'utente può avviare una scansione manuale sull'intero hard disk o solo su cartelle specifiche) e quella attiva ("Sentry"),  che offre una protezione real-time scansionando i nuovi file esattamente quando "arrivano" nel computer. È possibile ottenere ClamXav soltanto scaricandolo dal sito ufficiale: esisteva una precedente versione reperibile direttamente dal Mac App Store, ma per le limitazioni imposte da Apple, era carente in diverse funzioni rispetto all'app scaricabile dal sito degli sviluppatori per cui questi ultimi hanno deciso di rimuovere il programma dal negozio virtuale.